# Seleção Suíça de Futebol Feminino

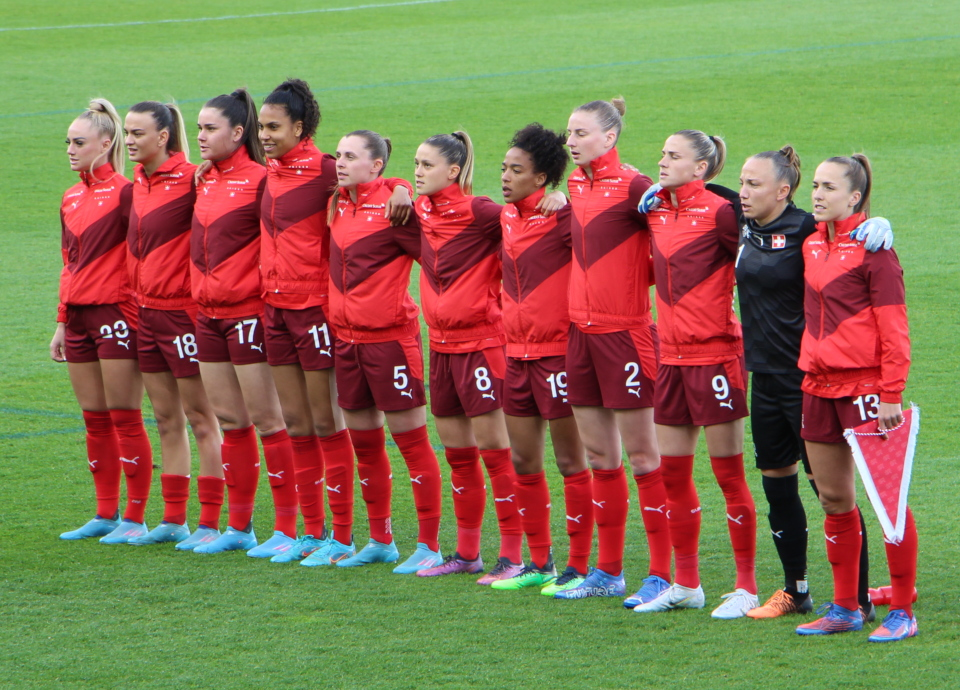
Seleção Suíça de Futebol Feminino

A Seleção Suíça de Futebol Feminino representa a Suíça no futebol feminino internacional. A equipe jogou sua primeira partida em 1972. 
A Suíça se qualificou para a Copa do Mundo Feminina de 2015 em Canadá, ficando em primeiro em seu grupo. Foi a primeira vez que a Suíça participou em uma Copa do Mundo Feminina, e a primeira vez que ambas seleções masculinas e femininas se qualificaram para a Copa do Mundo simultaneamente. 
Na Copa do Mundo Feminina de 2015, a Suíça se qualificou para o grupo C, com Japão, Camarões e Equador. Elas ganharam do Equador por 10-1, porém perderam para o Japão e para Camarões por 1-0 e 2-1, respectivamente. A Suíça terminou em terceiro em seu grupo, porém pelas regras do torneio, avançaram para as oitavas de final, porém perderam para o país sede, Canadá, e foram eliminados. 
A Suíça se qualificou para a Eurocopa Feminina pela primeira vez em 2017. Elas ficaram no Grupo C, junto da França, Islândia e Áustria. Elas perderam para a Áustria por 1–0, mas se recuperaram e ganharam da Islândia de 2–1. Elas chegaram ao seu último jogo do grupo contra a França precisando de uma vitória para avançar ao estágio mata-mata. A Suíça estava liderando pela maior parte da partida, depois que Ana-Maria Crnogorčević fez um gol aos 19 minutos, mas Camille Abily empatou para a França aos 76 minutos, resultando em um empate de 1–1. A Suíça ficou em terceiro no grupo, e foi eliminada do campeonato. 
A Suíça nunca se classificou aos Jogos Olímpicos. 
1. 1 2 3  «Women's Ranking». www.fifa.com (em inglês). Consultado em 13 de julho de 2022